# Humani Generis
Humani generis é uma encíclica papal que o Papa Pio XII promulgou em 12 de agosto de 1950 "sobre algumas opiniões falsas que ameaçam minar os fundamentos da Doutrina Católica". As opiniões e doutrinas teológicas conhecidas como Nouvelle Théologie e suas consequências sobre a Igreja foram seu assunto principal.
Reginald Garrigou-Lagrange (1877-1964), professor da Pontifícia Universidade de São Tomás de Aquino Angelicum, teria sido uma influência dominante no conteúdo da encíclica. Humani generis é a encíclica papal que trata mais diretamente do tema da evolução.

## Encíclica

### Papel da teologia
“Este depósito de fé nosso Divino Redentor deu para interpretação autêntica não a cada um dos fiéis, nem mesmo aos teólogos, mas apenas ao magistério da Igreja”.

Em Humani generis, o Papa Pio mantinha uma visão corporativa da teologia. Teólogos, empregados pela Igreja, são assistentes, para ensinar os ensinamentos oficiais da Igreja e não seus próprios pensamentos particulares. Eles são livres para se engajar em todo tipo de pesquisa empírica, que a Igreja apoiará generosamente, mas em questões de moralidade e religião, eles estão sujeitos ao ofício de ensino e autoridade da Igreja, o Magistério.
O ofício mais nobre da teologia é mostrar como uma doutrina definida pela Igreja está contida nas fontes da revelação... no sentido em que foi definida pela Igreja. 
Humani generis é crítico de algumas tendências da teologia moderna, mas não menciona ou ataca opiniões individuais ou mesmo grupos de teólogos dissidentes, possivelmente por causa da questão de poder muito maior e ainda iminente de quem ensina com autoridade a fé católica: os bispos, como sucessores de os Apóstolos; ou teólogos, que têm acesso constante a informações relevantes e ferramentas de pesquisa.
Nas áreas das "ciências humanas e da teologia sagrada", a encíclica autorizou "pesquisas e discussões" onde "seriam ponderadas e julgadas as "razões de ambas as opiniões, isto é, as favoráveis e as desfavoráveis à evolução".

### Obstáculos para encontrar Deus
A Igreja ensina que Deus pode ser conhecido com certeza a partir do mundo criado com a razão humana. No entanto, nas condições históricas em que se encontra, o homem experimenta muitas dificuldades para conhecer Deus apenas à luz da razão: é por isso que Humani generis começa com o reconhecimento de vários obstáculos para buscar e encontrar Deus pela luz apenas da razão:
Embora a razão humana seja, estritamente falando, verdadeiramente capaz por seu próprio poder e luz naturais de alcançar um conhecimento verdadeiro e certo do único Deus pessoal, que vigia e controla o mundo por sua providência, e da lei natural escrita em nossos corações pelo Criador; no entanto, há muitos obstáculos que impedem a razão do uso eficaz e frutífero desta faculdade inata. Pois as verdades que dizem respeito às relações entre Deus e o homem transcendem totalmente a ordem visível das coisas e, se se traduzem em ação humana e a influenciam, exigem entrega e abnegação. A mente humana, por sua vez, é dificultada na obtenção de tais verdades, não apenas pelo impacto dos sentidos e da imaginação, mas também pelos apetites desordenados que são consequências do pecado originário. Assim acontece que os homens em tais assuntos facilmente se convencem de que o que eles não gostariam que fosse verdade é falso ou pelo menos duvidoso. 
É por isso que o homem precisa ser verdadeiramente iluminado pela revelação de Deus.

### Quatro edições
Tendo assim estabelecido um princípio fundamental, a encíclica prossegue com uma revisão das correntes filosóficas da cultura moderna e suas potencialidades e perigos à luz da revelação divina da fé nos distintos níveis. Ele revisa os recentes desenvolvimentos teológicos, filosóficos e científicos.

#### Nouvelle théologie
Ao descrever o desenvolvimento errôneo da Igreja Católica após a Segunda Guerra Mundial, a encíclica não menciona nomes, nem acusa pessoas ou organizações específicas. A Nouvelle théologie na França e seus seguidores em outros países viam cada vez mais o ensino católico como relativo. Partiu do neotomismo tradicional usando a análise histórica relativista e envolvendo axiomas filosóficos, como o existencialismo ou o positivismo. Estudiosos da Nouvelle théologie expressaram o dogma católico com conceitos da filosofia moderna, imanentismo ou idealismo ou existencialismo ou qualquer outro sistema. Alguns acreditavam que os mistérios da fé não podem ser expressos por conceitos verdadeiramente adequados, mas apenas por noções aproximadas e sempre mutáveis. Pio tem alguma simpatia pela necessidade de aprofundar e articular mais precisamente a doutrina da Igreja:
Todos estão cientes de que a terminologia empregada nas escolas e mesmo aquela utilizada pelo próprio Magistério da Igreja é passível de aperfeiçoamento e polimento; e sabemos também que a própria Igreja nem sempre usou os mesmos termos da mesma maneira. Também é manifesto que a Igreja não pode estar vinculada a todo sistema de filosofia que existiu por um curto espaço de tempo. No entanto, as coisas que foram compostas pelo esforço comum dos professores católicos ao longo dos séculos para trazer alguma compreensão do dogma certamente não se baseiam em nenhum fundamento tão fraco. Essas coisas são baseadas em princípios e noções deduzidas de um verdadeiro conhecimento das coisas criadas. No processo de dedução, esse conhecimento, como uma estrela, iluminava a mente humana por meio da Igreja. Concílios Ecumênicos, mas mesmo sancionados por eles, de modo que é errado afastar-se deles. 
Pio implora aos "rebeldes" que não destruam, mas edifiquem. Ele exige não negligenciar, rejeitar ou desvalorizar tantos e tão grandes recursos que foram concebidos, expressos e aperfeiçoados ao longo dos séculos. Uma nova filosofia como o existencialismo, "hoje, como uma flor do campo em existência, amanhã ultrapassada e antiquada, sacudida pelos ventos do tempo", diz ele, é uma base pobre e instável para a teologia do Igreja.
Especulou-se que o jesuíta holandês Sebastiaan Tromp, professor de teologia na Pontifícia Universidade Gregoriana, teria ajudado na redação da encíclica.

#### Evolução
A encíclica assumiu uma posição diferenciada em relação à evolução. Distinguiu entre a alma, tida como criada divinamente, e o corpo físico, cujo desenvolvimento pode ser objeto de estudo empírico e prudente:
O Magistério da Igreja não proíbe que, em conformidade com o estado atual das ciências humanas e da sagrada teologia, pesquisas e discussões, por parte de homens experientes em ambos os campos, se realizem a respeito da doutrina da evolução, na medida em que na medida em que investiga a origem do corpo humano como proveniente de matéria preexistente e viva – pois a fé católica nos obriga a sustentar que as almas são imediatamente criadas por Deus. 
A encíclica não endossa uma aceitação abrangente da evolução, nem sua rejeição total, porque considerou as evidências da época não convincentes. Ele permite a possibilidade no futuro:
Isso certamente seria louvável no caso de fatos claramente comprovados; mas deve-se ter cautela quando se trata antes de hipóteses, com algum tipo de fundamento científico, em que esteja envolvida a doutrina contida na Sagrada Escritura ou na Tradição. 
A posição desvinculando a criação do corpo e da alma foi confirmada mais recentemente pelo Papa João Paulo II, que destacou fatos adicionais que apoiam a teoria da evolução meio século depois.

#### Poligenismo
Embora a base factual para o criacionismo deva ser mais pesquisada, a encíclica emite um claro não a outra opinião científica popular na época, o poligenismo, a hipótese científica de que a humanidade descende de diferentes grupos de humanos originais (que havia muitos grupos de Adãos e Evas).
Quando, no entanto, se trata de outra opinião conjectural, a saber, o poligenismo, os filhos da Igreja de modo algum gozam de tal liberdade. Pois os fiéis não podem abraçar aquela opinião que sustenta que ou depois de Adão existiram nesta terra homens verdadeiros que não tiveram sua origem por geração natural dele como o primeiro pai de todos, ou que Adão representa um certo número de primeiros pais. Ora, não é de modo algum aparente como tal opinião pode ser conciliada com aquilo que as fontes da verdade revelada e os documentos do Magistério da Igreja propõem a respeito do pecado original, que procede de um pecado realmente cometido por um indivíduo Adão e que através da geração é transmitido a todos e está em cada um como seu. 

#### Críticas do Antigo Testamento
Uma crítica final é emitida contra as interpretações negativas que rebaixam o Antigo Testamento a meias-verdades históricas, ou que atribuem erro aos antigos escritores sagrados.
Se, no entanto, os antigos escritores sagrados tomaram alguma coisa das narrações populares (e isso pode ser concedido), nunca se deve esquecer que o fizeram com a ajuda da inspiração divina, através da qual foram tornados imunes a qualquer erro na seleção e avaliar esses documentos. 
Portanto, quaisquer das narrações populares inseridas nas Sagradas Escrituras não devem de modo algum serem consideradas como mitos ou outras coisas semelhantes, que são mais o produto de uma imaginação extravagante do que daquela busca pela verdade e simplicidade que no Livros Sagrados, também do Antigo Testamento, é tão evidente que nossos antigos escritores sagrados devem ser admitidos como claramente superiores aos antigos escritores profanos. 
Humani generis encoraja mais pesquisas, levando em consideração e respeitando a santidade das escrituras do Antigo Testamento tanto para judeus quanto para cristãos.

### Conclusão
O Papa Pio XII, que costuma empregar em seus escritos uma linguagem diplomática e cuidadosamente comedida, está convencido da gravidade dessas opiniões que ameaçam (para citar o subtítulo da encíclica) "minar os fundamentos da doutrina católica", um tom muito incomum para este pontífice.
Filosofia e teologia são os principais temas desta encíclica. Mas estende-se ainda mais ao domínio da cultura e da ciência. A encíclica é um documento com firmes distinções entre o certo e o errado, o bem e o mal. Pio XII está convencido da indivisibilidade e atemporalidade da verdade. A encíclica é flexível em todas as áreas de pesquisa científica que não se intrometam ou excluam a teologia. Exige respeito pelas conquistas intelectuais das gerações passadas, que foram igualmente inteligentes, mas não tem medo de enfrentar um futuro com novas questões e melhorias. Humani generis gerou muita discussão na época. Reflete muitas posições conservadoras do Papa, mas também sua abertura à ciência e aos novos desenvolvimentos.

O "congelamento" foi posteriormente melhorado pelo Veritatis splendor de 1993 do Papa João Paulo II. Por exemplo, Pe. Henri de Lubac (mais tarde Cardeal de Lubac) escreveu sobre seu plano para um projeto teológico abrangente integrando "patrística, liturgia, história, reflexão filosófica... O relâmpago da Humani generis matou o projeto". 
Que eles se esforcem com todas as forças e esforços para promover o progresso das ciências que ensinam; mas cuidem também de não transgredir os limites que estabelecemos para a proteção da verdade da fé e da doutrina católica. Em relação às novas questões, que a cultura e o progresso modernos trouxeram para o primeiro plano, que se empenhem na mais cuidadosa pesquisa, mas com a necessária prudência e cautela; enfim, que não pensem, entregando-se a um falso "irenismo", que o dissidente e o errante podem ser trazidos de volta ao seio da Igreja, se toda a verdade encontrada na Igreja não for ensinada sinceramente a todos sem corrupção ou diminuição.